# Шервуд, Джим
Джим «Моторхэд» Шервуд (англ. Jim «Motorhead» Sherwood; 8 мая 1942 — 25 декабря 2011) — американский саксофонист. С 1966 по 1969 год играл в группе Фрэнка Заппы The Mothers of Invention на тенор и баритон саксофонах, а также отвечал за звуковые эффекты в коллективе. Он участвовал на всех альбомах группы, а также на «посмертных релизах» Burnt Weeny Sandwich и Weasels Ripped My Flesh (оба вышли в 1970 году), а также на некоторых последующих альбомах Фрэнка. Снялся в фильмах Заппы 200 Motels, Jazz from Hell и Uncle Meat

## Биография
Евклид Джеймс Шервуд родился в Арканзас-Сити, штат Канзас. В 1956 году, учась в средней школе, познакомился с Фрэнком Заппой. Шервуд учился в одном классе с братом Фрэнка Бобом, который познакомил их, узнав, что Шервуд был коллекционером блюзовых записей. Шервуд играл вместе с первой группой Заппы, которая называлась The Black-Outs, где он был одним из основных участников.
Впоследствии они ещё играли вместе в Онтарио, в ритм-н-блюзовой группе The Omens. В 1957—1962 гг. играл в группе The Blackouts, которая также была связана с Фрэнком Заппой, а также в группе Village Inn в 1965 году. Окончил музыкальный колледж Беркли в Бостоне. После развода с первой женой в 1964 Заппа  купил студию звукозаписи у продюсера Пола Баффа Pal Recording Studio, переименовав её в «Studio Z», где жил вместе с Шервудом, приютив его. Шервуд впервые присоединился к группе The Mothers of Invention в 1966 году при записи дебютного альбома Freak Out! в качестве техника и сессионного музыканта, где отвечал за саксофонные партии и звуковые эффекты. Он стал полноценным членом группы во время пребывания группы в Garrick Theater в 1967, о чём будущая участница группы Рут Андервуд, бывшая в то время простым поклонником, вспоминала, что «были вечера, когда ты просто слушал только музыку, и ночи, когда Моторхэд рассказывал про ремонт своей машины под барабанную дробь Джима Блэка.» .
После распада в 1969 году The Mothers of Invention, Шервуд участвовал в сольных альбомах Фрэнка Заппы; You Are What You Is (1981), Civilization Phaze III (1993) (последний альбом, доделанный Заппой при жизни) и на посмертном бокс-сете Läther (1996). В 1971 году Джим Шервуд снялся в фильме 200 Motels под псевдонимом Ларри Фанога. В 1972, Джеймс присоединился к ду-воп группе Ruben and the Jets, взявшей название в честь вымышленной группы Фрэнка Заппы, и записал с ними альбом For Real! (1973). Allmusic о пластинке: Брюс Эдер отмечает на альбоме"Красиво сделанные саксофонные партии « Шервуда и Роберта Буффало». Ruben and the Jets гастролировали в поддержку Фрэнка Заппы на Западном побережье в том же 1972 году, но распалась через два года после того, как вокалисту Рубену Геваре был предложен сольный контракт на запись. Причиной распада группы стали также финансовые трудности.
Прозвище «Моторхэд» было придумано соратником по The Mothers of Invention Рэем Коллинзом, который замечал, что Шервуд всегда работал по ремонту легковых автомобилей, грузовиков и мотоциклов, и, однажды, пошутил: «Это звучит как у вас есть моторчик в вашей голове». Также у Джима были такие псевдонимы как «Ларри Фанога» или «Фред Фанога».
В последующие годы, Шервуд участвовал в различных проектах наряду с другими музыкантами, с которыми работал Фрэнк Заппа и The Mothers. Записывался с The Garandmothers, с клавишником Доном Престоном, с музыкантом Билли Джеймсом (известному под псевдонимом Ant-Bee) и с итальянским гитаристом Сандрой Оливией.
25 декабря 2011 года умер от неизвестной болезни.

## Дискография
С The Mothers of Invention
- Freak Out! (Verve, 1966)
- Absolutely Free (Verve, 1967)
- We're Only in It for the Money (Verve, 1967)
- Cruising with Ruben & the Jets (Verve, 1968)
- Uncle Meat (Bizarre, 1969)
- Burnt Weeny Sandwich (Bizarre, 1970)
- Weasels Ripped My Flesh (Bizarre, 1970)
- Ahead of Their Time (Rykodisc, 1993)

С Фрэнком Заппой
- Lumpy Gravy (Verve, 1967)
- You Are What You Is (Barking Pumpkin, 1981)
- You Can't Do That on Stage Anymore (sampler) (Rykodisc, 1988)
- You Can't Do That on Stage Anymore, Vol. 1 (Rykodisc, 1988)
- You Can't Do That on Stage Anymore, Vol. 4 (Rykodisc, 1991)
- You Can't Do That on Stage Anymore, Vol. 5 (Rykodisc, 1992)
- Civilization Phaze III (Barking Pumpkin, 1994)
- Läther (Rykodisc, 1996)
- Mystery Disc (Rykodisc, 1998)
- The MOFO Project/Object (Zappa, 2006)

С Ruben and the Jets
- For Real! (Mercury, 1973)

С The Grandmothers
- Grandmothers (Line, 1981)
- Lookin' Up Granny’s Dress (Rhino, 1982)
- A Mother of an Anthology (One Way, 1993)

С Ant-Bee
- Snorks & Wheezes (K7, 1993)
- The @x!#*% of…. (K7, 1993)
- With My Favorite «Vegetables» and Other Bizarre Music (Divine, 1994)
- Lunar Musik (Divine Records, 1995)

С Доном Престоном
- Vile Foamy Ectoplasm (Muffin, 1993)

С Сандро Оливией
- Who the Fuck Is Sandro Oliva?!? (Muffin, 1995)

## Фильмография
- 200 Motels (1971)
- Video from Hell (1985)
- Uncle Meat (1987)
- The True Story of Frank Zappa's 200 Motels (1989)